# Ars memoriae
Ars memoriae ("L'arte della memoria") è un'opera in latino del filosofo Giordano Bruno pubblicata a Parigi nel 1582 dalla tipografia E. Gourbin in un unico volume insieme al De umbris idearum ("Le ombre delle idee"). Mentre il De umbris si può ritenere una introduzione ai principi filosofici sui quali l'autore fonda l'arte della memoria, l'Ars memoriae presenta una metodologia di applicazione della stessa.

## Generalità
Il testo è suddiviso in tre parti, delle quali la prima può considerarsi introduttiva. La seconda parte consta di tre capitoli: il primo verte sui sostrati (i subiecta); il secondo sugli adiecta; il terzo capitolo sullo strumento. Tale seconda parte è una premessa teorica alla pratica descritta nell'ultima parte. La terza parte illustra infatti due procedimenti pratici, denominati prima e seconda prassi, la prima più semplice, la seconda più complessa, ma basate entrambe sul medesimo procedimento. A queste esposizioni segue la descrizione di immagini utilizzabili per la seconda prassi.
Concludono il testo altri tre brevi trattati sempre inerenti all'arte della memoria, ma di più rapido apprendimento, il primo dei quali è dedicato al re Enrico III di Francia, presso la cui corte Giordano Bruno era ospite in quegli anni. In questi Bruno include alcune poesie che in forma di enigma contengono i principi di base della sua mnemotecnica.
A similitudine di ogni altra arte, quella della memoria ha bisogno di sostrati: i sostrati primi (i subiecta), cioè "spazi" dell'immaginazione atti ad accogliere i simboli adatti, ossia i sostrati apposti (gli adiecta) tramite l'operazione di uno strumento opportuno. Si tratta della metodologia classica dell'arte della memoria, Bruno altera i nomi: il locus diventa subiectus e l'immagine simbolica diventa adiectus. Con questi presupposti, l'autore costruisce un sistema che associa alle lettere dell'alfabeto immagini tratte sia dalla mitologia sia dalla quotidianità, in modo da rendere possibile la codifica di vocaboli e concetti secondo una particolare successione di scene nello spazio dell'immaginazione. Le lettere possono essere visualizzate su diagrammi circolari, o "ruote mnemoniche", che girando e innestandosi l'una dentro l'altra, forniscono strumenti via via più potenti.

## Il testo

### Parte prima
L'arte della memoria è un'attitudine con la quale noi siamo indotti a «intendere, discorrere, aver memoria, formare immagini attraverso le facoltà della fantasia, avere appetiti, e talvolta anche a sentire come vogliamo». E prosegue Bruno, affermando che siccome la natura è fondamento di ogni cosa, non dissimilmente qualsiasi arte è una facoltà della natura, come quindi anche l'arte della memoria, che può intendersi come «scrittura interiore», «pittura interiore».
Citando un suo stesso testo non pervenutoci, la Clavis Magna, il filosofo elenca dodici possibili sostrati: specie, forme, simulacri, immagini, spettri, esemplari, tracce, indizi, segni, note, caratteri e sigilli. In questo testo egli farà riferimento alle "immagini", «immagini di cose immaginabili». Come per esempio la scrittura può aver bisogno di carta quale sostrato primo e dell'inchiostro come sostrato secondo, l'arte della memoria qui descritta utilizzerà come sostrato primo un luogo, e come sostrato secondo un'immagine da apporre al primo. A questi corrispondono le funzioni della fantasia e della cogitativa.

### Parte seconda

#### I sostrati
I sostrati primi sono luoghi ordinati nella «facoltà fantastica», cioè "spazi" atti ad accogliere immagini, scelti secondo relazioni che rispettino la proporzione e favoriscano la visualizzazione. Il sostrato più esteso è la nostra stessa fantasia, ma sostrati possono essere anche luoghi reali, utilizzabili dalla fantasia stessa.

#### Gliadiecta
Gli adiecta sono «immagini, le quali possono essere pensate, disposte ed esplicate come se fossero una serie di statue». Possono essere immagini naturali o anche artificiali, comunque in grado di stimolare l'immaginazione e il pensiero.

#### Lo strumento
Lo strumento è quello del pensiero, che ricerca e distingue nei sostrati al fine di rendere possibile l'intero processo, dalla scelta dei sostrati fino alla reminiscenza. Lo strumento va ovviamente educato ed esercitato in modo da renderlo sempre più efficace. Sono fondamentali nello strumento i ruoli coordinati di pensiero e immaginazione.

### Parte terza
(Bruno 2008, p. 171)

#### Prima prassi
La prima prassi può essere utilizzata per memorizzare una sequenza di lettere qualsiasi. L'autore intende la prassi anche come esercitazione, introduzione esemplificativa alla seconda prassi, più complessa. Il sistema proposto da Bruno consta di ruote mnemoniche, ciascuna composta di trenta simboli (le ventitré lettere dell'alfabeto latino più quattro dell'alfabeto greco e tre dell'ebraico). Si devono immaginare tali simboli disposti lungo il bordo della ruota in senso orario.
Per consentire la memorizzazione, Bruno associa a ogni lettera una possibile immagine (di natura differente a seconda della ruota, come si vedrà), in modo che ogni sequenza da ricordare sia associata a una scena: memorizzando la scena e conoscendo il sistema di codifica, sarà allora possibile decodificando la scena risalire alla sequenza. Ricorrendo a più scene, si potranno similmente ricordare più sequenze.

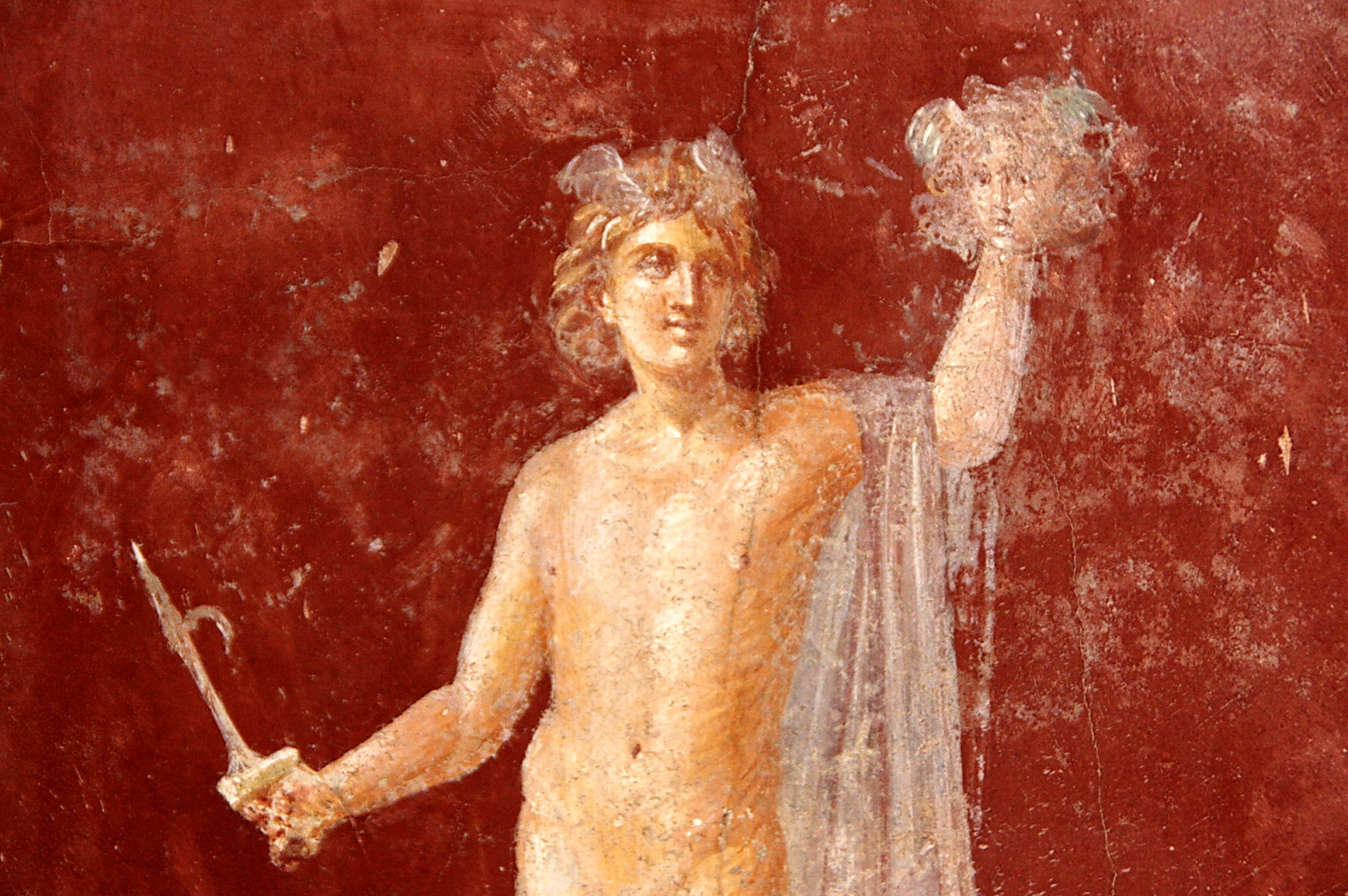
Perseo con la testa di Medusa in mano, affresco del I secolo. Bruno utilizza questa scena per la coppia di lettere MM.

La prima ruota si riferisce alla prima lettera della sequenza: Bruno definisce tali lettere agentes, perché si riferiscono a immagini di "attori". La seconda ruota, che serve per la seconda lettera della sequenza, contiene le actiones, cioè le "azioni" che gli attori compiono.  La terza ruota contiene gli insignia ("insegna"), ovvero attributi che qualificano l'azione. In genere, scrive Bruno, tre ruote sono sufficienti per codificare buona parte delle sequenze; ove ciò non sia possibile si può ricorrere ad altri due elementi complementari, soggetti e oggetti che non partecipano alla scena ma che si collocano sullo sfondo: gli adsitentia, elementi assistenti.
Le scene che Bruno propone per le prime due ruote (visualizzabili l'una dentro l'altra), e che quindi contengono ciascuna un personaggio attore e un'azione, sono:
1. AA = Licaone a banchetto
2. BB = Deucalione con le pietre
3. CC = Apollo con Pitone
4. DD = Argo col bue

eccetera, fino a 30: שש = Glauco con l'erba.
Immaginando ora di innestare la ruota degli attori e quella delle azioni l'una dentro l'altra e di far ruotare la ruota interna mentre l'esterna resta fissa, si ottengono nuove possibili combinazioni: ognuno degli attori potrà compiere una qualsiasi delle trenta azioni tipiche del personaggio agente prima associato.
Per esempio:

AB = Licaone con le pietre

Qש = Aracne con l'erba

Con l'aggiunta di una terza ruota, e quindi di una insegna, possiamo avere per esempio:

AAA = Licaone a banchetto con una catena

TRE = Giasone col cavallo con una bisaccia

#### Seconda prassi
La seconda prassi è utilizzabile quando si vogliano ricordare termini completi. L'artificio è simile a quello della prima prassi, con la differenza che ogni lettera deve essere ora intesa come associata a una vocale (le cinque dell'alfabeto latino), venendo così a rappresentare una sillaba della parola che si vuol ricordare. Ogni singola ruota corrisponde pertanto a 150 sillabe, che possono così essere individuate:
1: Aa – 2: Ae – 3: Ai – 4: Ao – 5: Au – 6: Ba ... 149: שo – 150: שu
A ognuna di queste combinazioni è associabile un'immagine, secondo la stessa metodologia indicata nella prima prassi. Per questa seconda prassi Bruno descrive quindi tre nuovi gruppi di immagini, così suddivisi:
- Primo gruppo di immagini, corrispondente alla ruota degli inventori:

1: Regima con il pane di castagne – 2: Osiride pratica l'agricoltura ... – 150: Melico e l'arte della memoria
- Secondo gruppo di immagini, corrispondente alla ruota degli aggettivi:

1: nodoso – 2: mendace ... – 150: stupefacente
- Terzo gruppo di immagini, corrispondente alla ruota delle cose:

1: oliva – 2: lauro ... – 150: tamburo
Con un sistema di cinque ruote si hanno in tutto 750 sillabe, cui sono associabili 750 immagini.
Bruno descrive infine un ultimo gruppo di 150 immagini, traendole, come egli stesso scrive, con alcune modifiche da Teucro Babilonese, astrologo del I secolo, interprete del personaggio mitico Ermete Trismegisto. La fonte di Bruno è il De occulta philosophia di Cornelio Agrippa, filosofo ed esoterista tedesco. Si tratta di immagini così suddivise:
- 36 immagini zodiacali, divise in 12 gruppi di tre ciascuno
- 49 immagini planetarie, divise in 7 gruppi di sette ciascuno[39]
- 1 immagine del Drago della Luna[40]
- 28 immagini delle Case della Luna[41]
- 36 immagini collegate alle Case della Luna

A esemplificazione delle immagini, ecco la descrizione della prima delle tre immagini zodiacali del Sagittario:
(Bruno 2008, introduzione, pp. 192-193)

### Le arti brevi
I procedimenti rapidi qui descritti da Bruno si rifanno sostanzialmente alla tradizione classica della mnemotecnica. Secondo la prima descrizione, volendo ricordare una successione di personaggi, eventi, concetti o simili, li si possono associare, sempre con l'immaginazione, ai nomi e ai luoghi di una storia nota, ricordando la quale si risalirà ai soggetti memorizzati.

## Contenuti

### La memoria e l'immaginazione
(Bruno 2008, parte II, XII, p. 150)

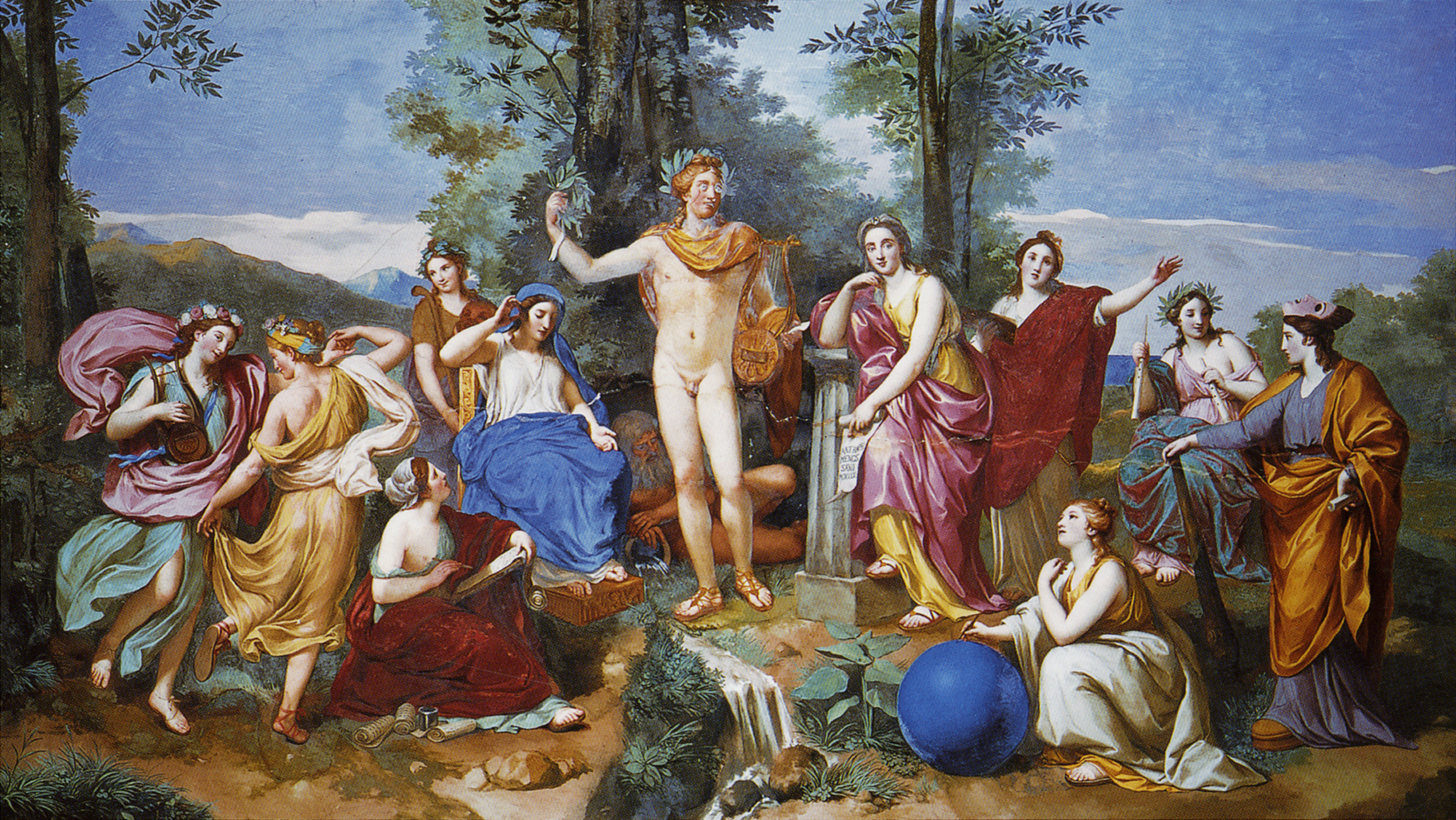
Apollo fra le nove Muse, le figlie di Mnemosine, dipinto di Anton Raphael Mengs, 1761. Nel "Settimo modo" del De umbris idearum Bruno descrive la cetra di Apollo come una scala che dalle cose inferiori conduce alle supreme.

Nell'opera di Bruno gli scritti di mnemotecnica occupano una parte tutt'altro che trascurabile. Una delle sue prime opere, andata persa, la Clavis magna, si occupava appunto di questo argomento, collegandosi a una tradizione confluita nell'opera del filosofo e mistico catalano Raimondo Lullo, cui Bruno è debitore dell'artificio delle ruote mnemoniche, che tuttavia egli utilizza servendosi di immagini associate alle lettere alfabetiche. Fondamentale in quest'uso delle ruote è il ruolo dell'immaginazione.
Bruno utilizza il termine latino phantasia, che deriva dal greco "phanos" col significato di "luce":
la facoltà fantastica, con l'ausilio della facoltà cogitativa, assume per Bruno il potere di condurre verso la luce, illuminare ciò che è in ombra, un potere cognitivo più efficace di quello consentito dalla sola ragione.
Sin da epoche remote l'arte di memorizzare era stata sempre tenuta in gran considerazione, d'altronde madre delle nove divinità greche che presiedono alle arti, le Muse, è proprio la dea della memoria Mnemosine. Per Bruno, come si è visto, tale arte assume un significato ben più ampio che l'artificio in sé stesso. Strumento di conoscenza e di rappresentazione della realtà, la memoria si fonda sul potere dell'immaginazione e diventa quel luogo dove la realtà esterna e la mente possono incontrarsi e scoprirsi reciprocamente. Le complesse, e forse macchinose articolazioni scenografiche che Bruno propone permettono non soltanto la memorizzazione di un vasto insieme di informazioni, ma anche di rappresentare la realtà. Dalle ombre delle idee si potrà così tendere verso le idee stesse, e la memoria diventa il luogo che analogicamente rappresenta in virtù dell'immaginazione quell'unità originaria da cui le idee sono emanate.